# 건평 (남연)
건평(建平)은 중국 남연(南燕) 헌무제(獻武帝)의 연호이다. 400년 1월에서 405년 9월까지 5년 9개월 동안 사용하였다. 모용덕은 광고(廣固)에서 황제에 즉위하고 개원하였다.
같은 시기에 사용된 다른 연호로는 동진(東晉)에서 사용한 융안(隆安: 397년 ~ 401년), 원흥(元興: 402년 ~ 404년), 대형(大亨: 402년 ~ 403년), 의희(義熙: 405년 ~ 418년), 환현(桓玄)의 초(楚)에서 사용한 건시(建始: 403년), 영시(永始: 403년 ~ 404년), 후연(後燕)에서 사용한 장락(長樂: 399년 ~ 401년), 광시(光始: 401년 ~ 406년), 후진(後秦)에서 사용한 홍시(弘始: 399년 ~ 416년), 서진(西秦)에서 사용한 태초(太初: 388년 ~ 400년), 후량(後凉)에서 사용한 함녕(咸寧: 399년 ~ 401년), 신정(神鼎: 401년 ~ 403년), 북량(北凉)에서 사용한 천새(天璽: 399년 ~ 401년), 영안(永安: 401년 ~ 412년), 남량(南凉)에서 사용한 건화(建和: 400년 ~ 402년), 홍창(弘昌: 402년 ~ 404년), 서량(西凉)에서 사용한 경자(庚子: 400년 ~ 404년), 건초(建初: 405년 ~ 417년), 북위(北魏)에서 사용한 천흥(天興: 398년 ~ 404년), 천사(天賜: 404년 ~ 409년)가 있다.

## 개원
후연(後燕) 장락(長樂) 2년 1월 22일(400년 3월 3일)에 건국한 후 연호를 건평(建平)으로 건원함.

## 연대대조표
| 건평                | 원년            | 2년                 | 3년                             | 4년                             | 5년                 | 6년             |
| 서력                | 400년           | 401년               | 402년                           | 403년                           | 404년               | 405년           |
| 육십간지 (六十干支) | 경자(庚子)      | 신축(辛丑)          | 임인(壬寅)                      | 계묘(癸卯)                      | 갑진(甲辰)          | 을사(乙巳)      |
| 동진 (東晉)         | 융안(隆安) 4년  | 5년                 | 원흥(元興) 원년 대형(大亨) 원년 | 2년                             | 원흥(元興) 3년      | 의희(義熙) 원년 |
| 초 (楚)             | -               | -                   | -                               | 건시(建始) 원년 영시(永始) 원년 | 2년                 | -               |
| 후연 (後燕)         | 장락(長樂) 2년  | 3년 광시(光始) 원년 | 2년                             | 3년                             | 4년                 | 5년             |
| 후진 (後秦)         | 홍시(弘始) 2년  | 3년                 | 4년                             | 5년                             | 6년                 | 7년             |
| 서진 (西秦)         | 태초(太初) 13년 | -                   | -                               | -                               | -                   | -               |
| 후량 (後凉)         | 함녕(咸寧) 2년  | 3년 신정(神鼎) 원년 | 2년                             | 3년                             | -                   | -               |
| 북량 (北凉)         | 천새(天璽) 2년  | 3년 영안(永安) 원년 | 2년                             | 3년                             | 4년                 | 5년             |
| 남량 (南凉)         | 건화(建和) 원년 | 2년                 | 3년 홍창(弘昌) 원년             | 2년                             | 3년                 | -               |
| 서량 (西凉)         | 경자(庚子) 원년 | 2년                 | 3년                             | 4년                             | 5년                 | 건초(建初) 원년 |
| 북위 (北魏)         | 천흥(天興) 3년  | 4년                 | 5년                             | 6년                             | 7년 천사(天賜) 원년 | 2년             |

## 같이 보기
- 다른 왕조의 같은 연호
  - 전한(前漢) 건평(기원전 6년 ~ 기원전 3년)
  - 후조(後趙) 건평(330년 ~ 333년)
  - 후연(後燕) 건평(398년)
  - 서연(西燕) 건평(386년)

- 중국의 연호